# Гай Авидий Нигрин
Гай Авидий Нигрин (на латински: Gaius Avidius Nigrinus; † 118 г.) е политик и сенатор на Римската империя през края на 1 и началото на 2 век. Баща е на Авидия Плавция, която се омъжва за император Луций Елий.

## Биография
Произлиза от фамилията Авидии. Син е на Гай Авидий Нигрин (проконсул на Ахея по времето на Домициан) и брат на Тит Авидий Квиет (суфектконсул 93 г., управител на Британия 98 г.). Роднина е с Гай Петроний Понтий Нигрин (консул при Тиберий през 37 г.)
Нигрин е вторият съпруг на Игнота Плавция от Фавенция, която преди това е била омъжена за Луций Цейоний Комод (консул 106 г.), а след Нигрин се омъжва за Секст Ветулен Цивика Цериал (консул 106 г.).
Нигрин е приятел с Траян и през 105 г. служи като народен трибун. След това е легат (legatus Augusti pro praetore) в Ахея.
През 110 г. е суфектконсул заедно с Тиберий Юлий Аквила Полемеиан. Нигрин е изпратен от Траян в Делфи. През 114 – 116 г. е легат на Дакия.
Нигрин и Плавция имат дъщеря Авидия Плавция, която се омъжва за император Луций Елий. Нигрин е дядо на император Луций Вер, принц Гай Авидий Цейоний Комод и на принцесите Цейония Фабия и Цейония Плавция.